# بشقاب‌پرنده (فیلم ۱۹۵۶)
«اشیای ناشناس پرنده» (انگلیسی: UFO (1956 film)) یک فیلم است که در سال ۱۹۲۳ منتشر شد.